# Stockholm Beer & Whisky Festival
Het Stockholm Beer & Whisky Festival is een Zweeds drankfestival gehouden gedurende twee weekends in Nacka Strand, Nacka (Stockholm), waarbij zowel bier als whisky, calvados en cider in de belangstelling staan.
Het festival werd van 1992 tot 2000 georganiseerd als het Stockholm Beer Festival, in de jaren 1997 en 1998 ook op een andere locatie, namelijk Sollentuna, een stadsdeel in Stockholm. Tijdens het festival wordt ook een internationale competitie georganiseerd voor bier en whisky. Het festival is uitgegroeid tot het grootste in Zweden met een keuze aan circa 1300 verschillende soorten drank uit binnen- en buitenland.
Sinds 2012 is het festival verder uitgebreid met de Taste Experience, waarbij ook wijn, champagne, rum, tequila, cognac en culinaire delicatessen geproefd kunnen worden.